# ライズピクチャーズ
株式会社ライズピクチャーズ（英称：Risepictures Inc.）は、主に映画製作に関わる制作プロダクションである。2004年1月16日設立。

## 所在地
- 本社：名古屋 : 名古屋市名東区

## 役員
- 代表取締役 : 竹村和晃

## 所属スタッフ
プロデューサー
- 竹村和晃（代表取締役兼務）

## 制作映画作品
- でらしね他